# Туезов, Иннокентий Константинович
Инноке́нтий Константи́нович Туезов (1926—1991) — советский геофизик, доктор геолого-минералогических наук (1973), профессор (1980), заслуженный деятель науки РСФСР (1986). Директор Сахалинского комплексного научно-исследовательского института Сибирского отделения АН СССР (1963—1969).

## Биография
По окончании Ленинградского горного института в 1949 году начал трудовую деятельность главным инженером, начальником экспедиции в Туркмении и Западной Сибири в организациях Министерства нефтяной промышленности и Министерства геологии СССР. В 1957–1963 годы являлся заведующим лабораторией Сибирского научно-исследовательского института геологии, геофизики и минерального сырья Министерства геологии СССР. В 1962 году защитил кандидатскую диссертацию «Тектоника второго структурного этажа среднего Прииртышья Западно-Сибирской низменности в связи с оценкой перспектив его нефтегазоносности».
Решением бюро Сибирского отделения Академии наук СССР от 27 июня 1963 года назначен директором Сахалинского комплексного научно-исследовательского института СО АН СССР, а 22 ноября избран в члены Сахалинского обкома КПСС. В период его руководства была введена в строй геомагнитная обсерватория в посёлке Ключи, ставшая одной из ведущих геомагнитных обсерваторий Тихоокеанского сектора. Им заложены основы советско-японского сотрудничества по изучению глубинного строения Азиатско-Тихоокеанской зоны перехода. В 1969 году, оставив пост директора, возглавил лабораторию физики земной коры СахКНИИ и полностью посвятил себя научной работе. В 1973 году защитил диссертацию «Строение земной коры северо-западного сектора зоны перехода от Азиатского континента к Тихому океану» на соискание учёной степени доктора геолого-минералогических наук. 
В марте 1978 года по приглашению академика Ю. А. Косыгина, директора Института тектоники и геофизики ДВНЦ АН СССР (Хабаровск), возглавил лабораторию глубинной геофизики, одновременно став научным руководителем геофизических исследований данного института. По его инициативе начаты глубинные геофизические исследования методами обменных волн землетрясений и магнитотеллурического зондирования, измерения теплового потока, расчёты геотермического режима недр, полей напряжения в литосфере и астеносфере, изучение современных движений земной коры.
В 1985 году организовал и провёл V советско-японский симпозиум «Геология и геофизика окраинных морей», в работе которого приняли участие ведущие учёные Советского Союза и лидеры многих направлений в науках о Земле из Японии. 
Умер 6 июля 1991 года в Хабаровске.

## Научная деятельность
Разработал оригинальные представления о структуре астеносферы, о геологической природе Азиатско-Тихоокеанской зоны сочленения, о геологической интерпретации аномалий теплового потока Земли в Тихом океане и в зоне сочленения. Содействовал проведению нефте-газопоисковых работ на шельфе острова Сахалин, организации и осуществлению глубинных геофизических исследований рудных районов юга Дальнего Востока России, проведению глубинных геофизических исследований континентальной части востока СССР, в том числе зоны Байкало-Амурской магистрали. По результатам исследований им опубликовано около 300 научных работ, в том числе 2 персональные и 4 коллективные монографии.

### Книги
- Литосфера Азиатско-Тихоокеанской зоны перехода. — Новосибирск: Наука. Сиб. отд-ние, 1975. — 232 с.
- Туезов И. К., Веселов О. В., Липина Е. Н. Тепловой поток запада Тихого океана, востока Азии и Австралии. — Владивосток: ДВНЦ АН СССР, 1984. — 149 с.
- Геотермическая структура литосферы и астеносферы Азиатско-Тихоокеанской зоны сочленения и прилегающих частей Азии и Тихого океана. — Владивосток: ДВО АН СССР, 1990. — 107 с.
- Геоэлектрический разрез литосферы и астеносферы Северо-Восточной Азии и прилегающих частей Тихого океана. — Владивосток: Дальнаука, 1995. — 299 с. — ISBN 5-7442-0309-5.

## Почётные звания и награды
- Заслуженный деятель науки РСФСР (1986)
- Орден «Знак Почёта»
- Медаль «В ознаменование 100-летия со дня рождения Владимира Ильича Ленина»
- Медаль «За строительство Байкало-Амурской магистрали»[4]